# Нове Село (Воєводина)
Но́ве Се́ло (серб. Ново Село) — село в Сербії, відноситься до общини Каніжа Північно-Банатського округу автономного краю Воєводина.
Село розташоване на північний схід від села Ором.

## Населення
Населення села становить 211 осіб (2002, перепис), з них:
- угорці — 87,7%
- серби — 10,0%,

живуть також хорвати, бунєвці та югослави.